# Поповка (Заинский район)
Поповка — село в Заинском районе Республики Татарстан Российской Федерации. Центр Поповского сельского поселения.

## География
Расположена в 11 км к северо-востоку от железнодорожной станции Заинск и города Заинска.

## Топонимика и история
Столыпинская аграрная реформа послужила толчком к основанию села в 1908 году.
Первое упоминание названия относится к 1913 году. Деревня именуется как Большая Поповка, однако, по рассказам односельчан известно, что изначально деревня называлась Яңа авыл, то есть Новая деревня.
В начале 1920-х годов к деревне присоединили соседний аул Мәткә башы. Название Мәткә башы сохранилось и по сей день, но теперь уже как название части села.
Существует, по крайней мере, две версии возникновения названия. Первая из них заключается в том, что издавна эти места назывались Поповкой по причине принадлежности 30 десятин земли в этой окрестности православному священнику. Согласно второй версии, эта территория принадлежала лесопромышленнику по фамилии Попов, который, проиграв в карты значительную сумму денег, не смог расплатиться с долгом, вследствие чего земля была продана жителям деревни Средний Багряж.
Большой Поповкой назвали, скорее всего, потому, что к тому времени из уже существовавших населённых пунктов с названием Поповка, эта деревня была самой многочисленной и по числу дворов, и по населению.
В 1933 году деревню вновь переименовали. Связано это было с событием осени 1932 года, когда в дом председателя Миназетдинова Гилязита зашла жительница деревни, торговка чаем Глухова Арина. Зайдя в дом, она увидела на предпечнике печать деревни Большая Поповка и, воспользовавшись тем, что хозяин спит, украла её. Печать потерялась. Для того, чтобы в корыстных целях не воспользовались прежней печатью, при изготовлении новой печати вместо «Большая Поповка» выгравировали «Поповка». Именно это название сохранилось до наших дней.
На территорию Поповки люди переселялись из таких деревень, как Верхний Багряж, Сарсаз-Багряж, Ашыт, Пусташит (Бисту башы), Кадырово, Ахметьево и Пенячи, но больше всего из деревни Средний Багряж.
Основателем села считается Долгов (Катаев) Иван из Нижнего Багряжа. Скорее всего, вместе с ним, переселились Митрофанов Анисим Трофимович (д. Кадырово) и Князев Никита Фомич (д. Ахметьево). Позднее здесь обосновались со своими семьями четыре брата Глуховых: Михаил, Григорий, Павел и Семён Андреевичи из Среднего Багряжа, а также ещё пять братьев Глуховых (Алексей, Егор, Василий, Терентий и Иван), но уже Абрамовичи.
Известен документ от 14 октября 1908 года, согласно которому в 1908 году 25 домохозяев из разных деревень объединились в Поповское товарищество и взяли ссуду в Уфимском отделении Крестьянского Поземельного Банка на приобретение земли в Заинской волости Мензелинского уезда. Разрешалось покупать землю не более 30 десятин на двор из расчёта 9 десятин на душу мужского пола.
Согласно документу Уфимской губернской земской управы от 10 января 1915 года об изменении в поселённом составе, по постановлению Губернского присутствия от 8, 13 и 20 декабря 1914 года из земельных товариществ образованы Матькобашевское селение в составе 7 домохозяйств (Ахметьевская волость Мензелинского уезда) и Большая-Поповка в составе 46 домохозяйств (Заинская волость Мензелинского уезда).

## Церковь
На народные средства в 1921—1923 годах в деревне была возведена церковь Божией Матери, получившая название в честь найденной в 1921 году иконы Богоматери с младенцем. За основу строительства был взят проект церкви во имя Живоначальной Троицы д. Верхний Багряж в уменьшенном виде.
19 января 1935 года церковь была закрыта, а зимой 1937 года колокола и кресты церкви были сброшены. Некоторые иконы сожгли, другие вместе с церковной утварью были увезены в Заинск и Елабугу. Их дальнейшая судьба неизвестна, правда, часть икон и оба креста чудом удалось сохранить. Так, сохранились иконы Николая Чудотворца и Александра Невского. Ещё в 1921—1922 годах на месте найденной иконы была построена часовня, куда приходили молиться верующие. Святым местом считалась часовня у родника в лесу близ Винокуровки, где вплоть до 1950-х годов велись богослужения в большие праздники и воскресные дни.
После закрытия церкви, её здание было передано под зернохранилище, а в июне 1955 года был организован сельский клуб. Здесь сделали пристрой, где разместился сельсовет, здание обшили шифером и досками. Оно потеряло изначальный вид.
27 ноября 2006 года открыт в приход церкви Вознесения Господня, под строительство которой выдели землю.

## Кладбища
В селе находятся два кладбища: православное и мусульманское. Известно, что первое захоронение на православном кладбище произвели в 1916 году, когда здесь похоронили младенца Глухова Петра Семёновича. Около его могилы располагается первый часовник, который прослужил 43 года. В 1973 году возвели новый часовник, который действует и поныне. В 2016 году, к 100-летию основания православного кладбища семья Васильева Владимира Михайловича обновила часовник.
На мусульманском кладбище одними из первых в начале XX века были похоронены Гарифулла Гайфуллин и Калимулла.

## Население
Население деревни в 1913 году составляло 238 человек (все кряшены), 1938—398, 1949—325, 1970—431, 1989—143, 2006 — 79 человек (75 % кряшен).

## Известные люди
- Васильев, Владимир Михайлович (р. 23.11.1978) — Народный артист Республики Татарстан, художественный руководитель Филармонического музыкально-литературного лектория, оперный певец (бас).
- Хасанов, Мансур Хасанович (25.06.1930 — 13.03.2010) — Заместитель Председателя Совета министров ТАССР (1971—1984), первый заместитель Председателя Совета министров ТАССР (1984—1992). Доктор филологических наук, профессор. С 1992 по 2010 гг. — президент Академии наук Республики Татарстан[6].В 1949—1950 годах работал заведующим библиотекой в селе.